# Benita Ferrero-Waldner
Benita Ferrero-Waldner (Salisburgo, 5 settembre 1948) è una politica e diplomatica austriaca, appartenente al Partito Popolare Austriaco (ÖVP).
È stata Ministra degli esteri della Repubblica austriaca e Commissaria europea.

## Biografia

### Formazione e carriera professionale
Conseguito l'esame di maturità nel 1966, Ferrero-Waldner studiò giurisprudenza all'Università di Salisburgo, conseguendo il dottorato di ricerca nel 1970. Fino al 1983 lavorò nel settore privato.
Nel 1984 Ferrero-Waldner intraprese il servizio diplomatico. Una delle sue posizioni più influenti ricoperte nella sua carriera è stata quella di Capo di protocollo per il Segretario generale delle Nazioni Unite Boutros Boutros-Ghali a New York.

### Carriera politica
Dal 1995 al 2000 Ferrero-Waldner è stata Segretaria di stato all'interno dei due governi dei Socialdemocratici, guidati da Franz Vranitzky e Viktor Klima.

#### Ministro degli esteri e candidata alla Presidenza
Quando Wolfgang Schüssel diventò cancelliere nel 2000, Ferrero-Waldner fu nominata Ministro degli esteri. Mantenne l'incarico fino all'ottobre 2004.
Nel gennaio 2004 Ferrero-Waldner fu candidata dal Partito Popolare Austriaco e dal Partito della Libertà alle elezioni del Presidente federale del 25 aprile dello stesso anno. Ottenne il 48% dei voti e fu battuta dal candidato socialdemocratico Heinz Fischer.

#### Commissario europea
Nel luglio 2004 Ferrero-Waldner prese il posto di Franz Fischler come commissario europeo dell'Austria, insediandosi ufficialmente il 22 novembre con l'incarico di Commissario europeo per le relazioni esterne e la Politica europea di vicinato nell'ambito della Commissione Barroso I.
Con tale carica, Ferrero-Waldner ha avuto un ruolo chiave per il rilascio, avvenuto il 24 luglio 2007, di cinque infermiere bulgare e un medico palestinese, imprigionati in Libia con l'accusa di aver infettato molti bambini con il virus dell'HIV. Nel caso in questione, ha compiuto diversi viaggi in Libia per incontrare i prigionieri e si è anche impegnata per migliorare le condizioni dei bambini colpiti dall'HIV.
Dopo l'entrata in vigore del Trattato di Lisbona e la creazione dell'Alto rappresentante dell'Unione per gli affari esteri e la politica di sicurezza, il 1º dicembre 2009 fu sottratta a Ferrero-Waldner la delega alle relazioni esterne e le fu assegnata la delega al commercio. Ferrero-Waldner ha svolto l'incarico fino al 9 febbraio 2010.
Nel febbraio 2010 è divenuta membro del Supervisory Board della compagnia di assicurazioni tedesca Munich Re.
Dal 2011 al 2015 è stata il primo Presidente della Fondazione Unione Europea - America Latina e Caraibica

## Vita privata
Dal 1974 al 1983 Waldner era sposata con Wolfgang Sterr, un professore liceale originario della Baviera, dal quale divorziò. Nel 1993 si sposò civilmente con Francisco Ferrero Campos, un professore universitario di letteratura spagnola e latino-americana presso l'Università di Vienna.
Dopo l'annullamento del precedente matrimonio, Ferrero-Waldner si risposò con rito religioso con il suo attuale marito nel dicembre 2003. Sebbene fosse una cerimonia privata, la notizia del matrimonio trapelò ugualmente e alcuni criticarono l'evento come mezzo strategico per attirare voti per le elezioni presidenziali (essendo la popolazione austriaca in maggioranza cattolica). La coppia non ha figli.